# Староузеевское сельское поселение
Староузеевское се́льское поселе́ние — муниципальное образование в Аксубаевском районе Татарстана Российской Федерации.
Административный центр — село Старое Узеево.

## История
Статус и границы сельского поселения установлены Законом Республики Татарстан от 31 января 2005 года № 24-ЗРТ «Об установлении границ территорий и статусе муниципального образования "Аксубаевский муниципальный район" и муниципальных образований в его составе»

## Население
| 2010 | 2011 | 2012 | 2013 | 2014 | 2015 | 2016 |
| ---- | ---- | ---- | ---- | ---- | ---- | ---- |
| 905  | ↘901 | ↘881 | ↘873 | ↘861 | ↘843 | ↘825 |
| 2017 | 2018 | 2019 | 2020 |      |      |      |
| ↘819 | ↘793 | ↘764 | ↗769 |      |      |      |

## Состав сельского поселения
| № | Населённый пункт | Тип населённого пункта       | Население |
| - | ---------------- | ---------------------------- | --------- |
| 1 | Новая Баланда    | деревня                      |           |
| 2 | Новое Мокшино    | деревня                      |           |
| 3 | Старое Узеево    | село, административный центр |           |